# Taubenbach (Reut)
Taubenbach ist ein Gemeindeteil der Gemeinde Reut im niederbayerischen Landkreis Rottal-Inn.

## Lage
Das Pfarrdorf Taubenbach liegt am Lohbach im Isar-Inn-Hügelland etwa vier Kilometer südwestlich von Reut.

## Geschichte
Der Ortsname ist in einer Urkunde des Klosters Raitenhaslach aus der Zeit zwischen 1180 und 1190 als Tobinbach ersturkundlich genannt. Es liegt althochdeutsch toup (‚taub‘) im Dativ zugrunde (bi dem toupin bach). Das bezeichnete im Mittelalter einen Bach, der manchmal kein Wasser führt. Der Gewässername ging auf den Ort über.
Taubenbach bildete eine Obmannschaft im Pfleggericht Julbach und ab 1811 einen Steuerdistrikt. 1821/22 wird Taubenbach in einem Verzeichnis des Landgerichtes Simbach als landgerichtsunmittelbare Gemeinde erwähnt. 1824 werden nicht weniger als 41 Orte aufgeführt.
Bis zur Gebietsreform in Bayern war Taubenbach eine eigenständige Gemeinde. Am 1. April 1971 wurde sie in die Gemeinde Reut eingegliedert.
Taubenbach war kirchlich ursprünglich eine Filiale von Stammham, wurde um 1500 Vikariat und am 23. September 1897 Pfarrei, die 1989 653 Angehörige zählte. Der heutige Pfarrhof entstand bereits in der Spätgotik und war ursprünglich Sitz des örtlichen Benefiziaten.

### Wallfahrt
Die Anfänge der Wallfahrt zum heiligen Alban sind nicht bekannt. Schriftliche Aufzeichnungen über die Wallfahrt sind erst ab 1570 erhalten. Eine Eigentümlichkeit dieser Wallfahrt war das Opfern von Tongefäßen in Kopfform mit Getreide, sogenannte Albanischädel, denn der hl. Alban wurde als Helfer gegen Kopfschmerzen verehrt. Viele der Albanischädel bewahrte man früher in der Wallfahrtskapelle auf. Der Einzugsbereich der Wallfahrt reichte bis Passau. Im dortigen Diözesanarchiv befindet sich ein Taubenbacher Mirakelbuch aus dem Jahr 1766. Im 19. Jahrhundert erlosch allmählich der Brauch des Kornopfers.

## Sehenswürdigkeiten
- Pfarrkirche St. Alban. Ein Vorgängerbau an dieser Stelle wird bereits um 1100 als ecclesiam sancti Albani iuxta Enum (‚Kirche St. Alban neben dem Inn‘) erwähnt. Die heutige Anlage mit Kirche, Pfarrhaus und Kapelle wurde, nach einem Eintrag an der Westseite des Chores zu schließen, um 1473 erbaut. Der unbekannte Baumeister, der seinen Notnamen „Meister von Taubenbach“ nach seinem Hauptwerk erhielt, errichtete eine größere Zahl weiterer Kirchenbauten in der Umgebung Taubenbachs. Der schlanke, kunstvolle Kirchturm wurde um 1530 vollendet, der steile Spitzhelm 1667 erneuert. Die Ausstattung der Pfarrkirche St. Alban ist frühbarock, der kunsthistorisch bedeutende Hochaltar aus dem Jahr 1642 stammt von den Brüdern Michael und Martin Zürn. An den Chorwänden der Kirche wurden 1913 Wandmalereien aus dem 15. Jahrhundert freigelegt. Von der Pfarrkirche führt ein 1691 erbauter überdachter Gang in die nördlich sich anschließende Wallfahrtskapelle, die gegen Ende des 15. Jahrhunderts erbaut wurde. Den kleinen Altar schuf 1626 Hans Georg Weißenburger aus Landshut.